# Бјалиничи
Бјалиничи или Бјелиничи (блр. Бялы́нічы; рус. Белы́ничи) је насељено место са административним статусом варошице (городской посёлок) у источном делу Републике Белорусије. Административно припада Бјалиничком рејону (чији је уједно и административни центар) Могиљовске области.
Према процени из 2012. у насељу је живело 10.639 становника.

## Географија
Бјалиничи се налазе на обалама реке Друт на око 36 км западно од административног центра рејона града Могиљова. 
Кроз град пролази аутопут који повезује Могиљов са Минском.

## Историја
Насеље Бјалиничи се први пут спомиње у литванским архивама из XVI века као село Оршанског округа Витебског војводства и феудални посед атамана Лава Сапеге. Према легенди насеље су основали потомци извесног словена Бјелина па отуда и назив Бјалиничи („Бјалинови синови“). Према другој легенди име насеља које је основано 1240. потиче у знак сећања на чудесну светлост којом је зрачила чудотворна икона Мајке Божије (Бјалиничи - „Беле ноћи“) коју су у ту област донели кијевски монаси. 
Насеље је током XVII века било важан католички верски центар, а у католичком манастиру је од 1624. до 1653. постојала жива штампарска делатност.
Бјалиничи добијају Магдебуршко право и постају слободан трговачки град 4. октобра 1634. године.
Године 1772. Бјалиничи улазе у састав Руске Империје и постају део Могиљовског округа. Према поидацима из 1785. у насељу је у то време живео 831 становник у 108 домаћинстава.
Насеље је интензивније почело да се развија почетком XX века. Библиотека је основана 1909. године. Бјалинички рејон је основан 17. јула 1924. и у то време у ансељу су основане прве колхозне заједнице. Године 1927. основана је локална метеоролошка станица, а већ следеће године насеље је добило и електричну енергију. 
Бјалиничи су 27. септембра 1938. административно уређени као варошица (рус. городской посёлок).

## Становништво
Према процени, у насељу је 2012. живело 10.639 становника.
| 1979. | 1989.  | 1999.  | 2009.  | 2012.  |
| ----- | ------ | ------ | ------ | ------ |
| 8.073 | 10.625 | 10.625 | 10.688 | 10.639 |

## Привреда
Бјалиничи су познати по млечној индустрији, а нарочито по производњи квалитетних сирева.